# Маслинов гълъб
Маслинов гълъб (Columba arquatrix) е вид птица от семейство Гълъбови (Columbidae). Видът е незастрашен от изчезване.

## Разпространение
Разпространен е в Ангола, Бурунди, Демократична република Конго, Етиопия, Кения, Малави, Мозамбик, Руанда, Саудитска Арабия, Сомалия, Южна Африка, Южен Судан, Свазиленд, Танзания, Уганда, Йемен, Замбия и Зимбабве.